# Lastens vej
Lastens vej (engelsk: The Rake's Progress) er en opera i tre akter med epilog af Igor Stravinsky fra 1951. Librettoen af W. H. Auden og Chester Kallman er baseret på A Rake's Progress af William Hogarth, otte malerier/tryk (1733–1735), som Stravinsky havde set i Chicago den 2. maj 1947.

## Roller
Tom Rakewell – Tenor
Anne Trulove – Soprano
Nick Shadow – Baryton
Baba The Turk – Alto
Mother Goose – Alto
Father Trulove – Basso